# Nicolae Itul

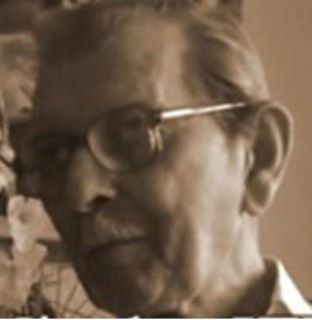
Nicolae Itul

Nicolae Itul (n. 10 decembrie 1923, Sălașul de Sus, jud.Hunedoara - d. decembrie 2009, Călan), a fost un deținut politic, fondator al parohiei greco-catolice din Călan, după redobândirea libertății în 1989. 

## Date biografice
S-a născut pe 10 decembrie 1923 la Sălașul de Sus (județul Hunedoara), fiind fiul lui Petre și Ana Itul, țărani plugari. A făcut liceul la Petroșani și Lugoj. În timpul liceului se încadrează în frățiile de cruce, cade pradă apoi conflictului dintre Mișcarea Legionară și generalul Antonescu, fiind închis între anii 1942 – 1944. Pleacă pe front, iar începând din 1945 își continuă studiile, pentru ca ordinul din 15 mai 1948, prin care toți cei care au mai fost condamnați politic erau din nou urmăriți, să-l găsească fugar prin munții Hațegului. Mai are un frate, Petre, și el deținut politic, arestat în 1952 de Securitatea Deva. A fost căsătorit cu Dorina Itul, profesoară și artistă plastic foarte apreciată în județul Hunedoara, membră U.A.P. Nu au avut copii.

## Detenția
Arestat de regimul Antonescu în iunie 1942, este condamnat la 5 ani închisoare, executați la Aiud și Ploiești. Eliberat, după o scurtă perioadă este din nou arestat și condamnat de această dată de regimul comunist. Va petrece 15 ani în temnițele comuniste Jilava, Pitești, Gherla, Aiud, lagărele Periprava, Poarta Albă și altele. Eliberat în mai 1964, a trăit restul vieții în orașul Călan. Este fondatorul parohiei greco-catolice din Călan, după redobândirea libertății în 1989.